# Il giocatore (film 1958)
Il giocatore (Le joueur) è un film del 1958 diretto da Claude Autant-Lara.
Si tratta di un adattamento del romanzo di Fëdor Dostoevskij Il giocatore (1866).